# Leandro Blanco
Leandro Blanco (* 8. April 1974 in Santiago de los Caballeros, Dominikanische Republik) ist ein dominikanisch-deutscher Schauspieler. Bekannt wurde er als Kinderdarsteller in der ZDF-Weihnachtsserie Ron und Tanja.

## Leben
Leandro Blanco zog im Alter von sechs Jahren mit seinen Eltern und seiner Schwester aus der Dominikanischen Republik nach Berlin. In der Serie Ron und Tanja spielte er die Hauptrolle des Ron Pacul. Eine kleine Nebenrolle hatte er ein Jahr zuvor außerdem in der Serie Spreepiraten (Folge „Spray-Piraten“).
Danach war er auch in der Weihnachtsserie Stella Stellaris zu sehen.